# Strada europea E402
La E402 è una strada europea che collega Calais a Le Mans.

## Percorso
La E402 è definita con i seguenti capisaldi di itinerario: "Calais - Rouen - Le Mans".